# Janusz Halak
Janusz Halak (ur. 3 września 1969 w Inowrocławiu) – polski strażak, nadbrygadier Państwowej Straży Pożarnej w stanie spoczynku.

## Życiorys
Jest absolwentem Szkoły Głównej Służby Pożarniczej w Warszawie z 1995, gdzie uzyskał tytuł zawodowy magistra inżyniera pożarnictwa. W 2003 ukończył studia prawnicze uzyskując tytuł magistra prawa na Uniwersytecie Mikołaja Kopernika w Toruniu. Piastował między innymi funkcję dowódcy Jednostki Ratowniczo-Gaśniczej w Komendzie Powiatowej Państwowej Straży Pożarnej w Inowrocławiu, głównego specjalisty w Komendzie Głównej Państwowej Straży Pożarnej oraz naczelnika wydziału kadr w Komendzie Wojewódzkiej Państwowej Straży Pożarnej w Toruniu. 19 marca 2016 został powołany na kujawsko-pomorskiego komendanta wojewódzkiego Państwowej Straży Pożarnej, a 6 maja 2017 odebrał akt mianowania na stopień nadbrygadiera z rąk prezydenta RP Andrzeja Dudy. Dnia 31 stycznia 2020 w Kujawsko-Pomorskim Urzędzie Wojewódzkim w Bydgoszczy odbyło się oficjalne pożegnanie Kujawsko-Pomorskiego Komendanta Wojewódzkiego PSP nadbryg. Janusza Halaka.